# 特別捜査局 (タイ)
座標: 北緯13度53分25秒 東経100度33分56秒 / 北緯13.890401度 東経100.565656度
タイ王国法務省特別捜査局 (タイ語:กรมสอบสวนคดีพิเศษแห่งราชอาณาจักรไทย、タイ語略称:ดีเอสไอ、英語：Department of Special Investigation：DSI）は、タイ内閣法務省の局の一つ。2002年10月3日に設置。 日本語では、タイ法務省特別捜査局（DSI）と記述される。

## 概要
特別捜査局は、財産、社会、治安、国際関係を脅かす脅威への対応を目的とする捜査、取締機関。タイ最高検察庁、タイ王国国家警察庁とは独立している。激動する国内外の状況、科学技術の発展は、タイ国内の経済、社会、政治、文化、環境に大きな変化をもたらしている。それはまた同時に多大な経済的、人的被害を与える犯罪を引き起こしている。犯罪者の高度な科学技術の使用と取り締まる法律の対応の遅れにより、国内外の犯罪ネットワークとその犯罪が隠され、事件捜査が難しくなっているという状況を鑑み、高度に専門化、国際化する犯罪に対応するために、2002年10月3日、政府は法務省の監督下に特別捜査局を設立した。

## 所在地
バンコク ラックシー区 トゥンソーンホーン地区 ヂェーンワッタナ通り ムー･3 128 （128  หมู่ 3 ถนนแจ้งวัฒนะ แขวงทุ่งสองห้อง เขตหลักสี่ กรุงเทพมหานคร　10210）

## 部局
- 海外事業・国際犯罪部 （สำนักกิจการต่างประเทศและคดีอาชญากรรมระหว่างประเทศ）
- 人身取引訴訟部  (กองคดีการค้ามนุษย์)
- 金融・銀行・マネーロンダリング訴訟課 (กองคดีการเงินการธนาคารและการฟอกเงิน)
- 知的財産犯罪部 （สำนักคดีทรัพย์สินทางปัญญา）
- 特別刑事事件部（สำนักคดีอาญาพิเศษ）
- 銀行金融犯罪部 （สำนักคดีการเงินการธนาคาร）
- 科学技術情報技術犯罪部 （สำนักคดีเทคโนโลยีและสารสนเทศ）
- 科学技術・捜査情報センター部 （สำนักเทคโนโลยีและศุนย์ข้อมูลการตรวจสอบ）
- 消費者・環境保護部 （สำนักคุ้มครองผู้บริโภคและสิ่งแวดล้อม）
- 税犯罪部 （สำนักคดีภาษีอากร）
- 特別事件捜査協力推進部 （สำนักพัฒนาและสนับสนุนคดีพิเศษ）

## 担当する事件の条件
特別捜査局が担当する特別事件もしくは特別犯罪事件は「仏歴2547年特別捜査局法」（2008年改定）によって規定されている。それ以外は特別捜査委員会（คณะกรรมการคดีพิเศษ:กคพ.)での提言に基づき省令で取り決められた刑事事件である。担当する事件の条件を以下にまとめる。
1. 複雑であり、特別な証拠調査する必要のある犯罪
2. 国家治安、国際関係、国民の平和と正義に重大な影響を与えると見られる犯罪
3. 重要な国際犯罪、テロ組織に関する犯罪
4. 犯罪支援、協力を行う犯罪
5. 行政、警察が犯罪を犯しているという適切な関与疑いのある犯罪

## 関連事項
- 法務省 (タイ)